# Дежуров, Владимир Николаевич
Влади́мир Никола́евич Дежу́ров (род. 30 июля 1962, пос. Явас, Мордовская АССР) — российский военный лётчик, космонавт.

## Биография
Родился в семье военнослужащих Николая Серафимовича и Анны Васильевны Дежуровых вторым после сестры Галины.
В 1983 г. окончил Харьковское Высшее военное авиационное училище летчиков им. С. И. Грицевеца (переформировано в 2001) в звании лейтенант с дипломом «Военный летчик-инженер». После этого служил 4 года в частях ВВС Одесского военного округа. В октябре 1987 г. вышел приказ Главкома ВВС о зачислении Владимира Дежурова в отряд космонавтов ЦПК ВВС и с декабря 1987 по июнь 1989 года Владимир Николаевич вместе с другими кандидатами в космонавты-испытатели 8-го набора отряда космонавтов ЦПК прошел курс общекосмической подготовки. До апреля 1994 г. Дежуров проходил подготовку к полету на КК «Союз ТМ» и ОК «Мир» в составе группы, а также заочно учился в Военно-воздушной академии им. Ю. А. Гагарина (пос. Монино, Московская обл.).
14 марта 1995 с космодрома Байконур стартовал космический корабль «Союз ТМ-21», пилотируемый международным
российско-американским экипажем в составе В. Дежурова (командир), Г. Стрекалова и американского астронавта Н.Тагарда. В рамках российско-американской программы «Мир—Шаттл» 79 суток работал на российской орбитальной станции «Мир», за что и был удостоен в 1995 году звания Героя Российской Федерации.
Статистика
| # | Стартовый корабль | Старт, UTC        | Экспедиция               | Корабль посадки | Посадка, UTC      | Налёт                        | Выходы в открытый космос | Время в открытом космосе |
| - | ----------------- | ----------------- | ------------------------ | --------------- | ----------------- | ---------------------------- | ------------------------ | ------------------------ |
| 1 | Союз ТМ-21        | 14.03.1995, 06:11 | Союз ТМ-21, Мир-18       | Атлантис STS-71 | 07.07.1995, 14:54 | 115 суток 08 часов 43 минуты | 5                        | 18 часов 56 минут        |
| 2 | Дискавери STS-105 | 10.08.2001, 21:10 | Дискавери STS-105, МКС-3 | Индевор STS-108 | 17.12.2001, 17:55 | 128 суток 20 часов 45 минут  | 4                        | 18 часов 40 минуты       |
|   |                   |                   |                          |                 |                   | 244 суток 05 часов 28 минут  | 9                        | 37 часов 36 минут        |

## Личная жизнь
Владимир Дежуров женат на Елене Валентиновне, растит двух дочерей Анну 1983 г.р. и Светлану 1987 г.p.

## Воинские звания
- лейтенант (15.10.1983).
- старший лейтенант (5.11.1985).
- капитан (13.01.1988).
- майор (29.01.1991).
- подполковник (29.01.1994).
- полковник (10.02.1998).

## Награды
- Герой Российской Федерации (7 сентября 1995) — за активное участие в подготовке и успешном осуществлении длительного российско-американского космического полёта на орбитальном научно-исследовательском комплексе «Мир», проявленные при этом мужество и героизм[3];
- Почётный гражданин Республики Мордовия (10 января 1997) — за выдающиеся заслуги перед республикой и Отечеством[4];
- орден «За заслуги перед Отечеством» IV степени (12 апреля 2003) — за мужество и высокий профессионализм, проявленные при осуществлении космического полёта на Международной космической станции[5];
- медаль «За заслуги в освоении космоса» (12 апреля 2011 года) — за большие заслуги в области исследования, освоения и использования космического пространства, многолетнюю добросовестную работу, активную общественную деятельность[6];
- медаль «За отличие в воинской службе» II степени;
- медали «За отличие в военной службе» (Минобороны) I и II степеней;
- медаль «За безупречную службу» III степени;
- медаль «200 лет Министерству обороны»;
- медаль Алексея Леонова (Кемеровская область, 2015) — за девять совершённых выходов в открытый космос[7];
- медаль «За космический полёт» (НАСА Space Flight Medal);
- медаль «За выдающуюся общественную службу» (НАСА Distinguished Public Service Medal, 2003).